# Bogdan Jankowski (alpinista)

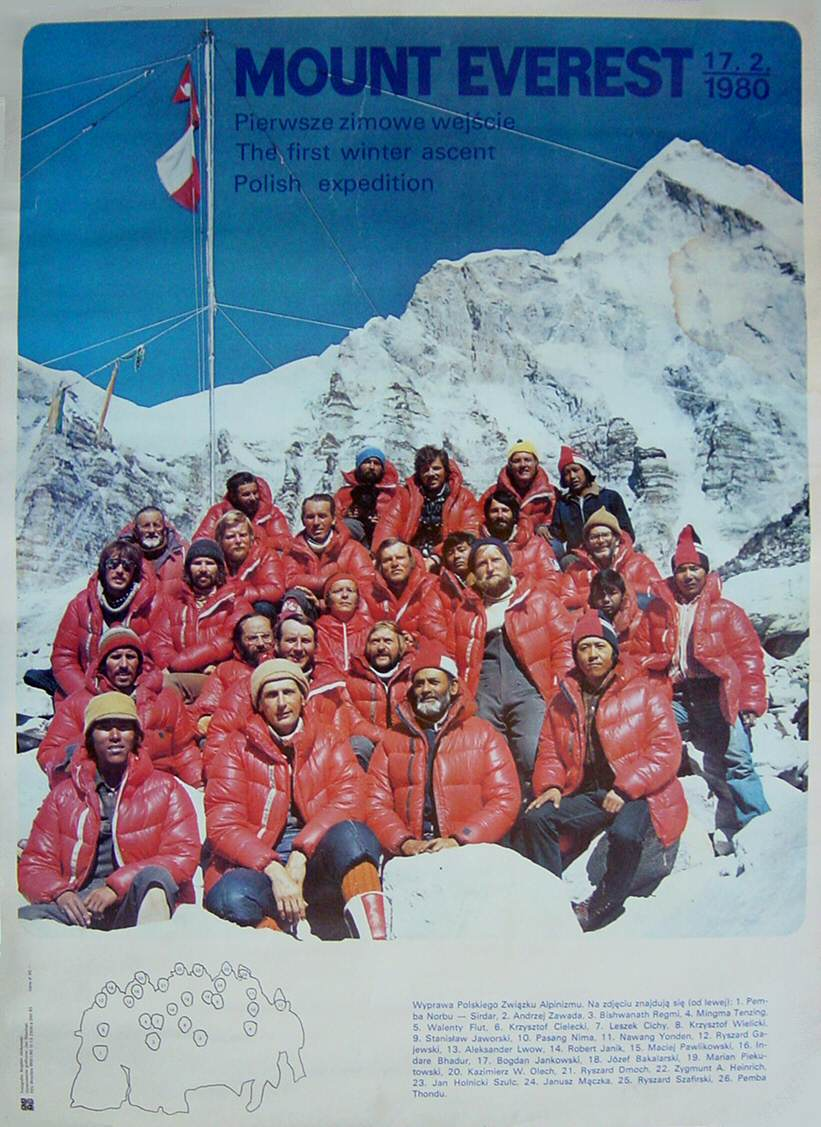
Uczestnicy pierwszej, zimowej wyprawy na Mount Everest z 1980

Bogdan Jankowski (ur. 18 kwietnia 1938 w Grodnie, zm. 20 maja 2019) – polski taternik i alpinista, instruktor alpinizmu, zamiłowany fotograf, z zawodu elektronik, dr inż., pracownik naukowy Politechniki Wrocławskiej.

## Życiorys
Wspinał się od 1959, najpierw w Tatrach (współautor pięciu nowych dróg), potem w Alpach (m.in. 1. polskie przejście, z J. Porębą, drogą Browna-Whillansa na zachodniej ścianie Aiguille de Blaitière, 1967). W latach 1969–2003 brał udział w licznych wyprawach, z których kilka osiągnęło wybitne wyniki sportowe i zajęło trwałe miejsce w historii alpinizmu polskiego i światowego.

## Wyprawy wysokogórskie
W 1969 w Pamiro-Ałaju był współzdobywcą 5 dziewiczych szczytów, m.in.: Straż (5207 m), Minteke (5484 m) i najwyższego szczytu tych gór Piku Skalistego (5621 m), a w 1970 w Pamirze wszedł na Szczyt Lenina (7134 m). Uczestniczył w wyprawach, które dokonały 1. wejścia (1971) na Kunyang Chhish (7852 m) w Karakorum i 1. wejścia zimowego (1979/80) na Mount Everest. Brał udział także w innych zimowych wyprawach Andrzeja Zawady: na Lhotse (8516 m) – pierwsza próba zdobycia zimą ośmiotysięcznika (1974), dwukrotnie (1987/88 i 2002/03) na K2 (8611 m) i dwukrotnie (1996/97 i 1997/98) na Nanga Parbat (8126 m).
Był członkiem honorowym Polskiego Związku Alpinizmu, zasłużonym dla środowiska górskiego działaczem organizacyjnym. W 1977–1992 był członkiem Zarządu PZA, a w kadencji 1995–1998 pełnił funkcję wiceprezesa. W latach 1974–1980 był prezesem Klubu Wysokogórskiego we Wrocławiu, przez wiele lat członkiem jego zarządu, a od 2015 członkiem Sądu Koleżeńskiego.
Zajmował się łącznością radiową jako radioamator-krótkofalowiec, od 1958 był członkiem Polskiego Związku Krótkofalowców, od 1959 posiadał licencję krótkofalarską, miał przydzielony znak wywoławczy SP6ABA. Był organizatorem zespołu łączności radiowej Polskiego Związku Alpinizmu (PZA), którym kierował ponad 30 lat. Był pomysłodawcą i założycielem nowoczesnej sieci łączności PZA w Tatrach; organizował i zapewniał łączność jako radiooperator podczas wypraw wysokogórskich w Himalaje i Karakorum.
Od 1964 był instruktorem alpinizmu, do 2004 corocznie latem i zimą szkolił młodzież w COS PZA na Hali Gąsienicowej.
Był autorem jednej z relacji „Halo Khiang – woła Bitanmal” w książce Ostatni atak na Kunyang Chhish (1973), a także autorem wielu artykułów w „Taterniku” oraz licznych zdjęć i panoram górskich.
W 2013 wszedł w skład zespołu powołanego przez Zarząd Polskiego Związku Alpinizmu na wniosek kierownika programu „Polski Himalaizm Zimowy” Artura Hajzera oraz kierownika wyprawy zimowej na Broad Peak – Krzysztofa Wielickiego, którego zadaniem była analiza przebiegu wyprawy, a zwłaszcza ataku szczytowego, który zakończył się śmiercią dwóch członków wyprawy – Macieja Berbeki i Tomasza Kowalskiego.
Brał udział w 2015 roku w czwartej edycji Przeglądu Filmów o Górach O! Góry im. Tadeusza Piotrowskiego – wydarzeniu, które przyciąga wiele osób czynnie uprawiających wspinaczkę górską, trekkingi w najwyższych i najpiękniejszych górach świata oraz miłośników turystyki górskiej, krajobrazu, ochrony przyrody i ekologii.

## Wystawy fotograficzne
21 marca 2015 odbył się wernisaż jego wystawy fotograficznej „Himalaje, Karakorum – obrazki i głosy z gór”. Zaprezentowane podczas niej zdjęcia pokazywały historię polskiego alpinizmu, a towarzyszące im autentyczne nagrania dźwiękowe pozwalały wczuć się w atmosferę wypraw, posłuchać odgłosów karawany, modłów buddyjskich mnichów, poznać relacje ze szczytów, z wydarzeń wesołych i dramatycznych. Szczególne wrażenie robiły nagrania głosów nieżyjących już ludzi gór. Po raz pierwszy wystawa została zaprezentowana we wrześniu 2013 podczas Przeglądu Filmów Górskich im. Andrzeja Zawady w Lądku-Zdroju, który wraz z PZA i „Taternikiem” był jej współorganizatorem. W 2018 wystawa została zaprezentowana na XXI Dolnośląskim Festiwalu Nauki w Ząbkowicach Śląskich, a jej autor wygłosił inauguracyjny wykład „Moje góry”.
We wrześniu 2016 wziął udział w wystawie „Góry x 19” odbywającej się we wrocławskiej Galerii Foto-Gen, podczas której zaprezentowano wybór zdjęć nagradzanych na Biennale Fotografii Górskiej w Jeleniej Górze. Jest to najstarsze tego typu przedsięwzięcie w Polsce – istnieje nieprzerwanie od 1980 roku, a w 2016 odbyło się po raz dziewiętnasty.

## Nagrody i odznaczenia
Dwukrotnie odznaczony złotym medalem „Za Wybitne Osiągnięcia Sportowe” (1971, 1980), Złotym Krzyżem Zasługi (1985) oraz otrzymał nagrodę „Fair Play” Polskiego Komitetu Olimpijskiego (1999).